# Inspektorat Ciechanów Armii Krajowej
Inspektorat Ciechanów AK - struktura terenowa Podokręgu Północnego Armii Krajowej. 

## Struktura organizacyjna
Organizacja w 1944:
- Obwód Ciechanów AK
- Obwód Mława Działdowo AK

## Inspektorzy
- Kazimierz Załęski ps. „Jaworski”, „Jon”[2]